# Сулут
Сулут (азерб. Sulut) — село в Исмаиллинском районе Азербайджана.

## География
Расположено на реке Сулутчай в 45 км к востоку от районного центра Исмаиллы.

## История
Одно из ранних исторических упоминаний Сулута относится к эпохе правления Ширваншахов. В те времена Сулут являлся крепостью, располагавшейся к востоку от другой крепости Нийалкала. Через него шла торговля из Лагича с Шемахой и другими городами. В Сулуте находилась одна из ханских ставок последнего ширванского хана Мустафы.

### В царский и советский периоды
Сулут относился к Гоузскому магалу Шемахинской губернии, существовавшей в 1846—1859 годах, пока она не была переименована в Бакинскую губернию.
В 1859 году в связи с разрушительным землетрясением в губернском городе Шемахе высочайшим указом от 6 декабря управление Шемахинской губернией и все находившиеся там губернские учреждения были переведены в Баку и губерния была переименована в Бакинскую.
Высочайшим указом «О преобразовании управления Кавказского и Закавказского края» от 9 декабря 1867 года учреждалась Елизаветпольская губерния, в состав которой вошли некоторые уезды Бакинской губернии. В дальнейшем Сулут числился как один из населённых пунктов Шемахинского уезда Бакинской губернии.
В 1928 году у дороги между Сулутом и Мюджи были обнаружены русские медные монеты 1858 и 1770 годов. 
В ноябре 1931 года был образован Исмаиллинский район Азербайджанской ССР. В 1970-х годах Сулут являлся центром Сулутского сельского Совета (сельсовета) данного района.

## Население
По данным списков населённых мест Бакинской губернии от 1870 года, составленных по сведениям камерального описания губернии с 1859 по 1864 год, в селении Сулутъ (название приводится по источнику) имелось 83 двора и 675 жителей (355 мужчин и 320 женщин), состоящих из азербайджанцев, обозначенных «татарами»-суннитами.
Материалы посемейных списков на 1886 год приводят данные о численности, этническом и конфессиональном составе села. Согласно этим материалам, в Сулутъ Шемахинского уезда насчитывалось 96 дымов и 982 жителя и все «татары»-сунниты (азербайджанцы-сунниты).
Согласно материалам Азербайджанской сельскохозяйственной переписи 1921 года Сулут с казмами (землянками) Шангадан, Гирлар, Кала меша и Гузай входили в состав Басхальского сельского общества Шемахинского уезда. Численность населения — 416 человек (214 хозяйств). Преобладающей национальностью являлись азербайджанские тюрки (азербайджанцы).
По данным издания «Административное деление АССР», подготовленного в 1933 году Управлением народно-хозяйственным учётом АССР (АзНХУ), по состоянию на 1 января 1933 года Сулут являлся центром Сулутского сельсовета Исмаиллинского района Азербайджанской ССР. В селе насчитывалось  799 жителей, 407 мужчин и 392 женщины. Население всего сельсовета (сёла Кела-Зейва, Сарсура) на 99,3 % состояло из «тюрок» (азербайджанцев). 
В середине 1980-х годов в Сулуте проживало 1012 человек (1985). Население было занято виноградарством и животноводством. Функционировали средняя школа, клуб, библиотека, медпункт.

### Известные уроженцы
В Сулуте родился Герой Советского Союза Бахаддин Шахвелед оглы Мирзоев.

## Достопримечательности
В окрестностях Сулута находится ледяная пещера, о которой упоминается еще в XIX веке. К северу от села находятся бывшая летняя ханская резиденция и развалины ханского судилища.

## Народные промыслы
Прежде в Сулуте был развит промысел — кёмюрбасма (углеобжигание). Уголь поставлялся в близлежащий Лагич.